# 2018 في فرنسا
فيما يلي قوائم الأحداث التي وقعت خلال عام 2018 في فرنسا.

## رياضة
- 28 يناير – سباق جائزة لا مارسيليس الكبرى 2018 الفائزون أودد كريستيان إيكينغ، ألكسندر غينز، ليليان كالجمان.
- 24 فبراير – كلاسيك سود أرديتشي 2018 الفائزون رومان بارديه، ماكسيميليان شاخمان، ليليان كالجمان.
- 25 فبراير – لادهوم الكلاسيكي 2018 الفائزون بوب جونهيلس، جوناتان نارفيز، ليليان كالجمان.
- 18 مارس – جائزة دينين الكبرى 2018 الفائزون كيني ديهاس، هوغو هوفستيتر، جوليان دوفال.
- 24 مارس – لوار أتلانتيك الكلاسيكي 2018 الفائزون راسموس كواد، أرميندو فونسيكا، دانيال هويلجارد.
- 28 يناير – سباق جائزة لا مارسيليس الكبرى 2018 الفائزون أودد كريستيان إيكينغ، ألكسندر غينز، ليليان كالجمان.
- 30 مارس – روت أديلي دي فيتري 2018 الفائزون سيلفان ديلير، Justin Mottier [الإنجليزية]‏، بينوا فوجرينارد.
- 1 أبريل – لا رو تورانجيل 2018 الفائزون سامويل دومولين، مارك ساريو، هوغو هوفستيتر.
- 8 أبريل – سباق باريس روبيه 2018 الفائزون سيلفان ديلير، نيكي تيربسترا، بيتر ساجان.
- 10 أبريل – باريس-كاممبير 2018 الفائزون فالنتين مادواس، ليليان كالجمان، أندريا فيندرام.
- 15 أبريل – ترو-برو ليون 2018 الفائزون Jelle Mannaerts [الإنجليزية]‏، كريستوف لابورت، داميان جودين.

## أفلام
من الأفلام التي صدرت هذه السنة في فرنسا:
- 1 يناير – بلا حب من إخراج أندري زفياغنسيف.
- 1 يناير – ماذا حدث للاثنين من إخراج تومي وركولا.
- 1 يناير – نادني باسمك من إخراج لوكا غواداغنينو.
- 1 يناير – وفاة ستالين من إخراج أرماندو يانوتشي.
- 26 أبريل – أورور من إخراج بلاندين لينوار  [لغات أخرى]‏.
- 20 سبتمبر – جوني إنجلش 3 من إخراج دايفيد كير.

### يناير
- 7 يناير – فرانس غال (مواليد 1947) مغنية فرنسية.
- 20 يناير – بول بوكوز (مواليد 1926) طاهي فرنسي.
- 21 يناير – فيليب غونديه (مواليد 1942) لاعب كرة قدم فرنسي.

### فبراير
- 13 فبراير – جوزيف بونيل (مواليد 1939) لاعب كرة قدم فرنسي.
- 13 فبراير – هنريك أمير الدنمارك (مواليد 1934) زوج الملكة مارغريت الثانية ملكة الدنمارك.

### مارس
- 10 مارس – هوبير دو جيفنشي (مواليد 1927) مصمم أزياء فرنسي.
- 24 مارس – أرنو بلترام (مواليد 1973) ضابط في الدرك الوطني بفرنسا.

### أبريل
- 8 أبريل – أندريه ليرون (مواليد 1930) لاعب كرة قدم فرنسي.
- 24 أبريل – هنري ميشيل (مواليد 1947) لاعب كرة قدم فرنسي.